# Salamandrina
Salamandrina Fitzinger, 1826 è un genere di anfibi caudati della famiglia Salamandridae. È l'unico genere della sottofamiglia Salamandrininae.
Comprende due sole specie:
- Salamandrina terdigitata  (Bonnaterre, 1789)
- Salamandrina perspicillata(Savi, 1821)